# Rümlingen
Rümlingen est une commune suisse du canton de Bâle-Campagne, située dans le district de Sissach.

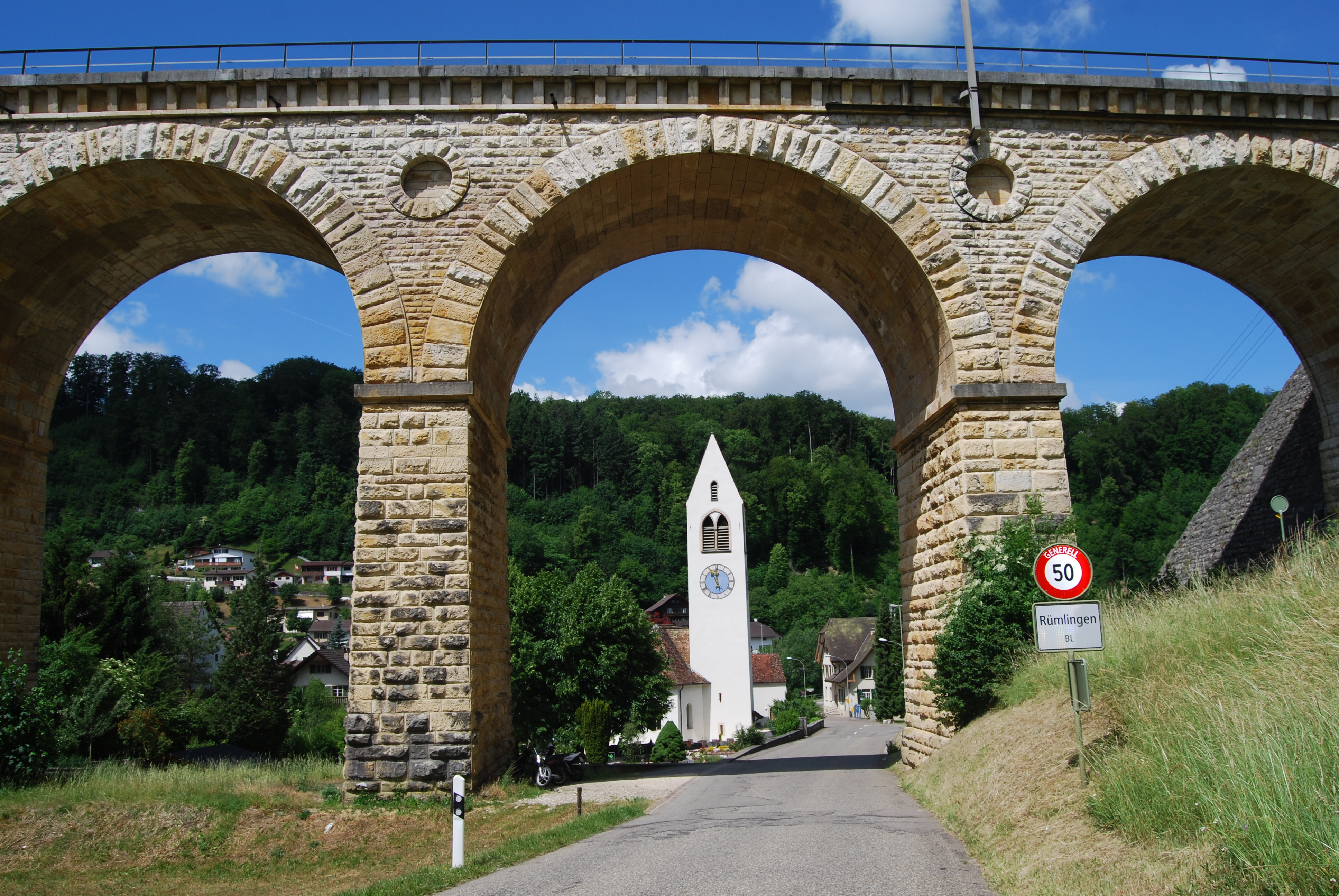
Rümlingen.

## Monuments et curiosités
- L'église paroissiale réformée Saint-Georges a subi plusieurs transformations entre le 13e et le 17e s. Située au cœur du village, elle forme un ensemble homogène avec l'ossuaire de 1609 et le presbytère de 1667[3].